# الیگانی (کالیفرنیا)
الیگانی، کالیفرنیا (به انگلیسی: Alleghany, California) یک منطقهٔ مسکونی در ایالات متحده آمریکا است که در کالیفرنیا واقع شده‌است.

## خصوصیات
الیگانی ۰٫۹۰۴ کیلومترمربع مساحت و ۵۸ نفر جمعیت دارد و ۱٬۲۸۹٫۰۱ متر بالاتر از سطح دریا واقع شده‌است.